# Hollomanova letecká základna
Hollomanova letecká základna (anglicky Holloman Air Force Base; kód IATA je HMN, kód ICAO KHMN, kód FAA LID HMN) je vojenská letecká základna letectva Spojených států amerických nacházející se deset kilometrů jihozápadně od centra města Alamogordo ve státě Nové Mexiko. Pojmenována je podle plukovníka George V. Hollomana, průkopníka ve vývoji řízených střel. Je domovskou základnou 49. křídla (49th Wing; 49 WG), které je podřízeno Velitelství vzdušného boje (Air Combat Command). 49. křídlo je vybaveno stíhačkami Lockheed Martin/Boeing F-22 Raptor a jeho hlavním úkolem je především dohled nad vzdušným prostorem Spojených států. Dále je toto křídlo a vybaveno mobilní klinikou, kterou je možné přepravovat letecky do míst živelních katastrof apod.